# Katzenelnbogen
Katzenelnbogen (pronunciación alemana: /kat͡sn̩ˈʔɛlnˌboːɡn̩/ⓘ) es el nombre de un castillo y de una pequeña ciudad en el distrito de Rin-Lahn en Renania-Palatinado, Alemania. Katzenelnbogen es la sede del Verbandsgemeinde ("mancomunidad") de Katzenelnbogen.

## Historia
Katzenelnbogen se originó como un castillo construido en un promontorio sobre el río Lahn en torno al año 1095. Los señores del castillo se convirtieron en importantes magnates locales, adquiriendo a lo largo de los siglos algunos derechos de comercio claves y altamente lucrativos sobre el río Rin. Los condes de Katzenelnbogen también construyeron los castillos de Burg Neukatzenelnbogen y Burg Rheinfels sobre el Rin. La familia alemana se extinguió en 1479, mientras que continuó un linaje austriaco, convirtiéndose el condado en objeto de disputa entre Hesse y Nassau. En 1557, finalmente ganó la primera; sin embargo, cuando Hesse fue dividido según el testamento de Felipe el Magnánimo, Katzenelnbogen fue dividido también, entre Hesse-Darmstadt y el pequeño nuevo principado de Hesse-Rheinfels. Cuando esta última línea quedó extinta en 1583, su propiedad pasó a manos de Hesse-Kassel (o Hesse-Cassel), que añadió la parte heredada de Katzenelnbogen a su línea lateral del principado de Hesse-Rotemburgo. Después del Congreso de Viena, esta parte de Katzenelnbogen fue dada a Nassau como intercambio de propiedades que le habían sido arrebatadas; después de la Guerra de 1866 (guerra austro-prusiana), con todo Nassau, fue incorporada a Prusia.
En 1945, el Estado Popular de Hesse fue unificado con la mayor parte de la provincia prusiana de Hesse-Nassau, que incluía al antiguo Hesse-Kassel junto con Nassau y la antigua Ciudad Libre de Fráncfort, para formar el Estado federal de Hesse. Así, Hesse ahora incluye la mayor parte del anterior condado de Katzenelnbogen. Una pequeña parte de Nassau, incluyendo el antiguo castillo y la población que lleva el nombre de Katzenelnbogen, terminó como parte de Renania-Palatinado (parte de los distritos de Rhein-Lahn y el distrito de Westerwald). Uno de los títulos que incorpora el rey de los Países Bajos (de la Casa de Orange-Nassau) es el de Conde de Katzenelnbogen.

## Etimología
En alemán, Katzenelnbogen significa "codo del gato". Una explicación altamente especulativa del nombre Katzenelnbogen proclama que este deriva de Cattimelibocus, una combinación de dos palabras: el antiguo nombre tribal germánico de los Chatti y Melibokus, erróneamente presumido ser un nombre genérico de origen romano para "montañas". La teoría se basa en el nombre Μηλίβοκον (Mēlíbokon) utilizado por Ptolomeo especialmente para las cordilleras montañosas más orientales, ya sea el Harz, o el bosque turingio, o ambos. Melibokon en una forma latinizada sería Melibocus o Melibokus. El hecho de que el nombre, en cualquier forma reconocible, aparezca en documentos medievales por primera vez también sugiere que no tiene origen más antiguo (es decir, romano).

## Historia vinícola
En la historia del vino, Katzenelnbogen es famoso por la primera documentación de las uvas de variedad Riesling en el mundo: esto fue en 1435, cuando en el inventario de almacenamiento del Conde Juan IV de Katzenelnbogen, un miembro de la alta nobleza del Sacro Imperio, se anota la compra de vides de "Rieslingen".